# 요리타 나츠
요리타 나츠(일본어: 依田 菜津 よりた なつ[*], 2월 13일 ~ )는 일본의 여성 성우. 아트비전 소속. 미에현 출신.

## 출연작

### TV 애니메이션
- 2016년
  - 엔드라이드 - 루시오

- 2017년
  - 드림페스! - 파라세타 캐스터
  - 볼룸에 오신 것을 환영합니다 - 효도 키요하루(少)
  - 혈계전선 & 비욘드 - 올가 스톨리아로프
  - BanG Dream! - 이이즈카 요시노, 마키 소노미

- 2018년
  - 레이튼 미스터리 탐정사무소 ~카트리에일의 수수께끼 파일~ - 가펑클 라이트,
  - 허긋토! 프리큐어 - 와카미야 앙리(어릴적)

- 2019년
  - 스타☆트윙클 프리큐어 - 아마미야 이쿠토, 아마미야 타쿠토, 쌍둥이자리 프린세스
  - 책벌레의 하극상 - 코르넬리우스
  - 판타시 스타 온라인 2: 에피소드 오라클 - 나스
  - ACTORS -Songs Connection- - 오토노미야 사쿠(少)

- 2020년
  - 힐링굿♡ 프리큐어 - 사와이즈미 치유 / 큐어 퐁텐
  - 사랑하는 소행성 - 스즈야 메구
  - 글레이프니르 - 이즈미
  - 아쿠다마 드라이브 - 처형과

- 2021년
  - WAVE!!~서핑하자!!~ - 사쿠라의 친구

### 극장판 애니메이션
- 극장판 프리큐어 미라클 리프 모두에게 이상한 하루 - 사와이즈미 치유 / 큐어 퐁텐

### 게임
- 2020년
  - SHOW BY ROCK!! Fes A Live - 린
- 2021년
  - 동방 탄막 카구라 - 루나사 프리즘리버
  - 레전드 오브 룬테라 - 뽀삐
  - Monkeys!i - 가라스노미야 가라스
- 미정
  - takt op. 운명은 새빨간 선율의 거리를 - 목성

### 라디오
- 하루노 안즈 & 요리타 나츠의 해피피라디오! (2020. 10. 03 ~): 분카방송 초! A&G+